# Gran Premio motociclistico di San Marino e della Riviera di Rimini 2010
Il Gran Premio motociclistico di San Marino e della Riviera di Rimini 2010 corso il 5 settembre, è stato il dodicesimo Gran Premio della stagione 2010 e ha visto vincere: Daniel Pedrosa in MotoGP, Toni Elías in Moto2 e Marc Márquez nella classe 125. La gara si è disputata al Misano World Circuit di Misano Adriatico.
Durante la gara della classe Moto2 il giapponese Shōya Tomizawa, dopo essere caduto, viene travolto da Alex De Angelis e Scott Redding, riportando gravi lesioni a livello toracico, addominale e cranico. Muore nell'ospedale di Riccione.

## Prove e Qualifiche

### Classe 125
Le prime sessioni di prove sono state dominate da Nicolás Terol (Aprilia) e Marc Márquez (Derbi), mentre la pole position è andata a Bradley Smith (Aprilia).
Risultati dopo le qualifiche:
- 1 =  Bradley Smith - Aprilia 1'43"329
- 2 =  Marc Márquez - Derbi 1'43"487
- 3 =  Nicolás Terol - Aprilia 1'43"644

### Moto2
Nelle prime sessioni di prove i più veloci sono stati Alex De Angelis (MotoBi) e Andrea Iannone (Speed Up), mentre la pole è andata a Toni Elías (Moriwaki).
Risultati dopo le qualifiche:
- 1 =  Toni Elías - Moriwaki 1'38"991
- 2 =  Scott Redding - Suter 1'39"035
- 3 =  Julián Simón - Suter 1'39"280

### MotoGP

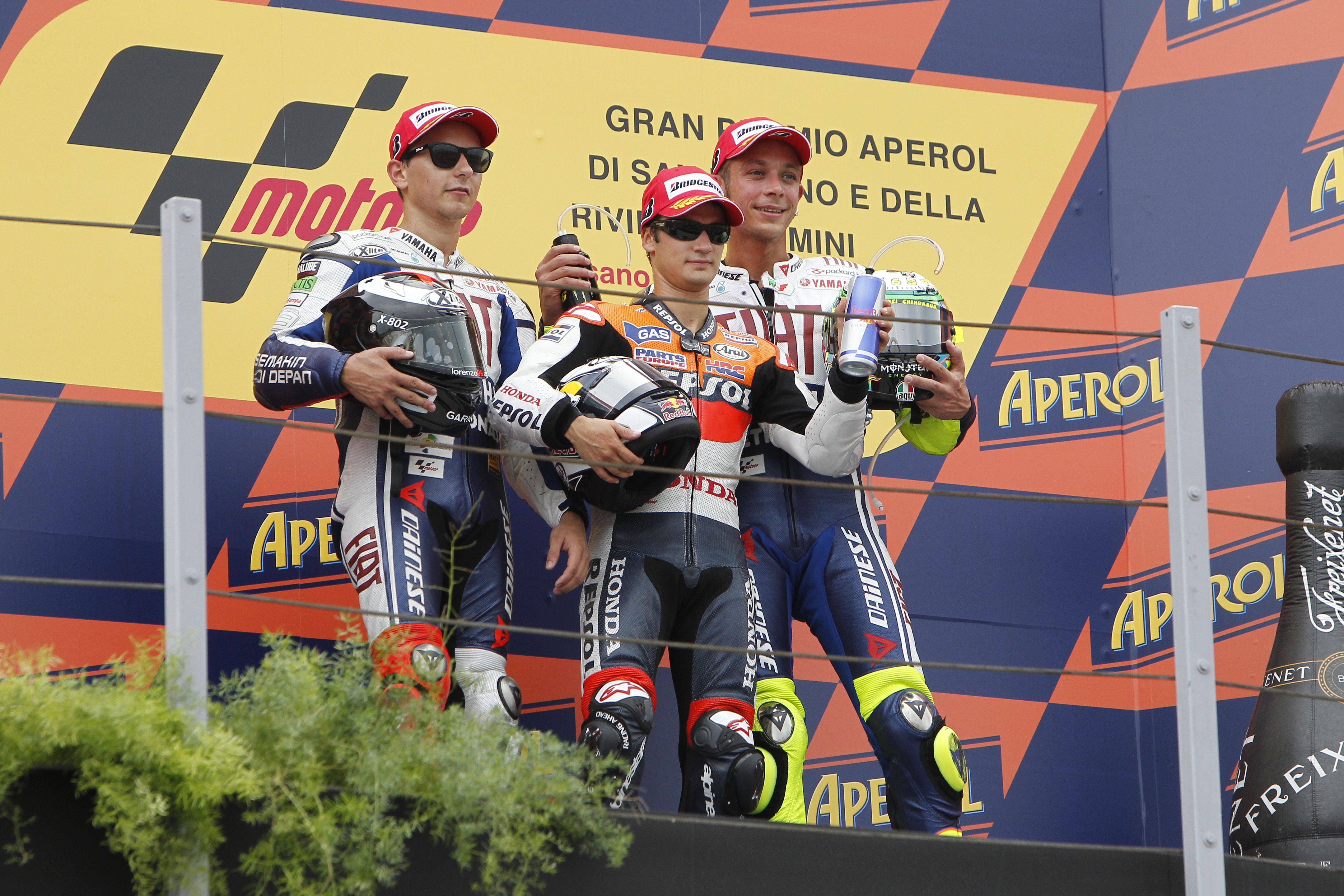
Lorenzo, Pedrosa e Rossi, sul podio dopo aver concluso al secondo, primo e terzo posto la gara della classe MotoGP

Nelle sessioni di prove il pilota più veloce è stato Daniel Pedrosa (Honda) (1'34.772), seguito da Andrea Dovizioso su Honda e Jorge Lorenzo (Yamaha). Nella seconda sessione il migliore è Lorenzo (1'34.627) seguito da Pedrosa e Casey Stoner (Ducati).
| Pos | Nº | Pilota           | Team                           | Tempo    |
| --- | -- | ---------------- | ------------------------------ | -------- |
| 1   | 26 | Dani Pedrosa     | Repsol Honda Team-HRC          | 1'33"948 |
| 2   | 99 | Jorge Lorenzo    | Fiat Yamaha Team-Yamaha        | 1'34"256 |
| 3   | 27 | Casey Stoner     | Ducati Marlboro-Ducati         | 1'34"397 |
| 4   | 46 | Valentino Rossi  | Fiat Yamaha Team-Yamaha        | 1'34"470 |
| 5   | 11 | Ben Spies        | Monster Yamaha Tech 3-Yamaha   | 1'34"472 |
| 6   | 14 | Randy de Puniet  | LCR Honda MotoGP-Honda         | 1'34"751 |
| 7   | 5  | Colin Edwards    | Monster Yamaha Tech 3-Yamaha   | 1'34"782 |
| 8   | 4  | Andrea Dovizioso | Repsol Honda Team-HRC          | 1'34"826 |
| 9   | 58 | Marco Simoncelli | San Carlo Honda Gresini-Honda  | 1'34"934 |
| 10  | 33 | Marco Melandri   | San Carlo Honda Gresini-Honda  | 1'35"018 |
| 11  | 65 | Loris Capirossi  | Rizla Suzuki MotoGP-Suzuki     | 1'35"096 |
| 12  | 40 | Héctor Barberá   | Paginas Amarillas Aspar-Ducati | 1'35"259 |
| 13  | 7  | Hiroshi Aoyama   | Interwetten Honda MotoGP-Honda | 1'35"286 |
| 14  | 69 | Nicky Hayden     | Ducati Marlboro-Ducati         | 1'35"303 |
| 15  | 41 | Aleix Espargaró  | Pramac Racing-Ducati           | 1'35"438 |
| 16  | 19 | Álvaro Bautista  | Rizla Suzuki MotoGP-Suzuki     | 1'35"629 |
| 17  | 36 | Mika Kallio      | Pramac Racing-Ducati           | 1'35"724 |

## Gara

### MotoGP

#### Arrivati al traguardo
| Pos. | Nº | Pilota           | Squadra                 | Motocicletta | Giri | Tempo     | Griglia | Punti |
| ---- | -- | ---------------- | ----------------------- | ------------ | ---- | --------- | ------- | ----- |
| 1º   | 26 | Daniel Pedrosa   | Repsol Honda            | Honda        | 28   | 44'22"059 | 1       | 25    |
| 2º   | 99 | Jorge Lorenzo    | Fiat Yamaha             | Yamaha       | 28   | +1"900    | 2       | 20    |
| 3º   | 46 | Valentino Rossi  | Fiat Yamaha             | Yamaha       | 28   | +3"183    | 4       | 16    |
| 4º   | 4  | Andrea Dovizioso | Repsol Honda            | Honda        | 28   | +6"454    | 8       | 13    |
| 5º   | 27 | Casey Stoner     | Ducati Team             | Ducati       | 28   | +18"479   | 3       | 11    |
| 6º   | 11 | Ben Spies        | Monster Yamaha Tech 3   | Yamaha       | 28   | +28"385   | 5       | 10    |
| 7º   | 5  | Colin Edwards    | Monster Yamaha Tech 3   | Yamaha       | 28   | +34"934   | 7       | 9     |
| 8º   | 19 | Álvaro Bautista  | Rizla Suzuki            | Suzuki       | 28   | +38"157   | 16      | 8     |
| 9º   | 40 | Héctor Barberá   | Paginas Amarillas Aspar | Ducati       | 28   | +40"943   | 12      | 7     |
| 10º  | 33 | Marco Melandri   | San Carlo Honda Gresini | Honda        | 28   | +42"377   | 10      | 6     |
| 11º  | 41 | Aleix Espargaró  | Pramac Racing           | Ducati       | 28   | +45"906   | 15      | 5     |
| 12º  | 7  | Hiroshi Aoyama   | Interwetten Honda       | Honda        | 28   | +46"394   | 13      | 4     |
| 13º  | 14 | Randy de Puniet  | LCR Honda               | Honda        | 28   | +50"481   | 6       | 3     |
| 14º  | 58 | Marco Simoncelli | San Carlo Honda Gresini | Honda        | 28   | +1'23"143 | 9       | 2     |

#### Ritirati
| Nº | Pilota          | Squadra       | Motocicletta | Giri | Griglia |
| -- | --------------- | ------------- | ------------ | ---- | ------- |
| 36 | Mika Kallio     | Pramac Racing | Ducati       | 17   | 17      |
| 69 | Nicky Hayden    | Ducati Team   | Ducati       | 3    | 14      |
| 65 | Loris Capirossi | Rizla Suzuki  | Suzuki       | 0    | 11      |

### Moto2
In questa classe sono cinque i piloti che non prendono parte al GP perché dichiarati infortunati, sono: Fonsi Nieto, Yusuke Teshima, Vladimir Ivanov, Alex Debón e Arne Tode, ma soltanto i primi tre vengono sostituiti, rispettivamente da: Xavier Siméon, Alex De Angelis e Tatsuya Yamaguchi; mentre gli altri due non vengono rimpiazzati. Da questa gara torna a correre Niccolò Canepa ingaggiato dal team M Racing e Michael Ranseder prende definitivamente il posto di Vladimir Leonov. Nella lista dei partecipanti trovano spazio anche Ferruccio Lamborghini e Mattia Pasini entrambi su Suter, con lo status di wildcard.

#### Arrivati al traguardo
| Pos. | Nº | Pilota                | Squadra                    | Motocicletta | Giri | Tempo     | Griglia | Punti |
| ---- | -- | --------------------- | -------------------------- | ------------ | ---- | --------- | ------- | ----- |
| 1º   | 24 | Toni Elías            | Gresini Racing             | Moriwaki     | 26   | 43'33"996 | 1       | 25    |
| 2º   | 60 | Julián Simón          | Mapfre Aspar               | Suter        | 26   | +1"969    | 3       | 20    |
| 3º   | 12 | Thomas Lüthi          | Interwetten Moriwaki       | Moriwaki     | 26   | +11"917   | 15      | 16    |
| 4º   | 3  | Simone Corsi          | JIR Moto2                  | MotoBi       | 26   | +15"409   | 6       | 13    |
| 5º   | 65 | Stefan Bradl          | Viessmann Kiefer Racing    | Suter        | 26   | +16"219   | 17      | 11    |
| 6º   | 16 | Jules Cluzel          | Forward Racing             | Suter        | 26   | +16"676   | 4       | 10    |
| 7º   | 2  | Gábor Talmácsi        | Fimmco Speed Up            | Speed Up     | 26   | +16"852   | 10      | 9     |
| 8º   | 77 | Dominique Aegerter    | Technomag-CIP              | Suter        | 26   | +18"330   | 12      | 8     |
| 9º   | 71 | Claudio Corti         | Forward Racing             | Suter        | 26   | +20"650   | 14      | 7     |
| 10º  | 44 | Roberto Rolfo         | Italtrans S.T.R.           | Suter        | 26   | +29"678   | 24      | 6     |
| 11º  | 68 | Yonny Hernández       | Blusens-STX                | BQR-Moto2    | 26   | +32"720   | 23      | 5     |
| 12º  | 14 | Ratthapark Wilairot   | Thai Honda PTT Singha SAG  | Bimota       | 26   | +35"098   | 32      | 4     |
| 13º  | 35 | Raffaele De Rosa      | Tech 3 Racing              | Tech 3       | 26   | +35"428   | 28      | 3     |
| 14º  | 56 | Michael Ranseder      | Vector Kiefer Racing       | Suter        | 26   | +35"933   | 22      | 2     |
| 15º  | 52 | Lukáš Pešek           | Matteoni CP Racing         | Moriwaki     | 26   | +37"012   | 30      | 1     |
| 16º  | 55 | Héctor Faubel         | Marc VDS Racing            | Suter        | 26   | +40"950   | 11      |       |
| 17º  | 8  | Anthony West          | MZ Racing                  | MZ-RE Honda  | 26   | +41"752   | 34      |       |
| 18º  | 80 | Axel Pons             | Tenerife 40 Pons           | Pons Kalex   | 26   | +41"878   | 26      |       |
| 19º  | 19 | Xavier Siméon         | Holiday Gym G22            | Moriwaki     | 26   | +47"566   | 16      |       |
| 20º  | 4  | Ricard Cardús         | Maquinza-SAG               | Bimota       | 26   | +57"026   | 37      |       |
| 21º  | 5  | Joan Olivé            | Jack & Jones by A.Banderas | FTR          | 26   | +57"119   | 36      |       |
| 22º  | 53 | Valentin Debise       | WTR San Marino             | ADV          | 26   | +1'00"833 | 31      |       |
| 23º  | 70 | Ferruccio Lamborghini | Forward Racing             | Suter        | 26   | +1'02"316 | 20      |       |
| 24º  | 9  | Kenny Noyes           | Jack & Jones by A.Banderas | Promoharris  | 26   | +1'05"795 | 35      |       |
| 25º  | 99 | Tatsuya Yamaguchi     | Gresini Racing             | Moriwaki     | 26   | +1'09"977 | 29      |       |
| 26º  | 88 | Yannick Guerra        | Holiday Gym G22            | Moriwaki     | 26   | +1'16"520 | 39      |       |
| 27º  | 95 | Mashel Al Naimi       | Blusens-STX                | BQR-Moto2    | 26   | +1'16"563 | 38      |       |
| 28º  | 59 | Niccolò Canepa        | M Racing                   | Bimota       | 26   | +1'17"479 | 33      |       |
| 29º  | 39 | Robertino Pietri      | Italtrans S.T.R.           | Suter        | 26   | +1'41"039 | 27      |       |

#### Ritirati
| Nº | Pilota          | Squadra                      | Motocicletta | Giri | Griglia |
| -- | --------------- | ---------------------------- | ------------ | ---- | ------- |
| 29 | Andrea Iannone  | Fimmco Speed Up              | Speed Up     | 23   | 5       |
| 25 | Alex Baldolini  | Caretta Technology Race Dept | I.C.P.       | 23   | 21      |
| 72 | Yūki Takahashi  | Tech 3 Racing                | Tech 3       | 21   | 13      |
| 40 | Sergio Gadea    | Tenerife 40 Pons             | Pons Kalex   | 14   | 18      |
| 48 | Shōya Tomizawa  | Technomag-CIP                | Suter        | 11   | 8       |
| 15 | Alex De Angelis | JIR Moto2                    | MotoBi       | 11   | 7       |
| 45 | Scott Redding   | Marc VDS Racing              | Suter        | 11   | 2       |
| 75 | Mattia Pasini   | Italtrans S.T.R.             | Suter        | 10   | 9       |
| 63 | Mike Di Meglio  | Mapfre Aspar                 | Suter        | 7    | 19      |

#### Non partito
| Nº | Pilota        | Squadra               | Motocicletta | Griglia |
| -- | ------------- | --------------------- | ------------ | ------- |
| 17 | Karel Abraham | Cardion AB Motoracing | FTR          | 25      |

### Classe 125

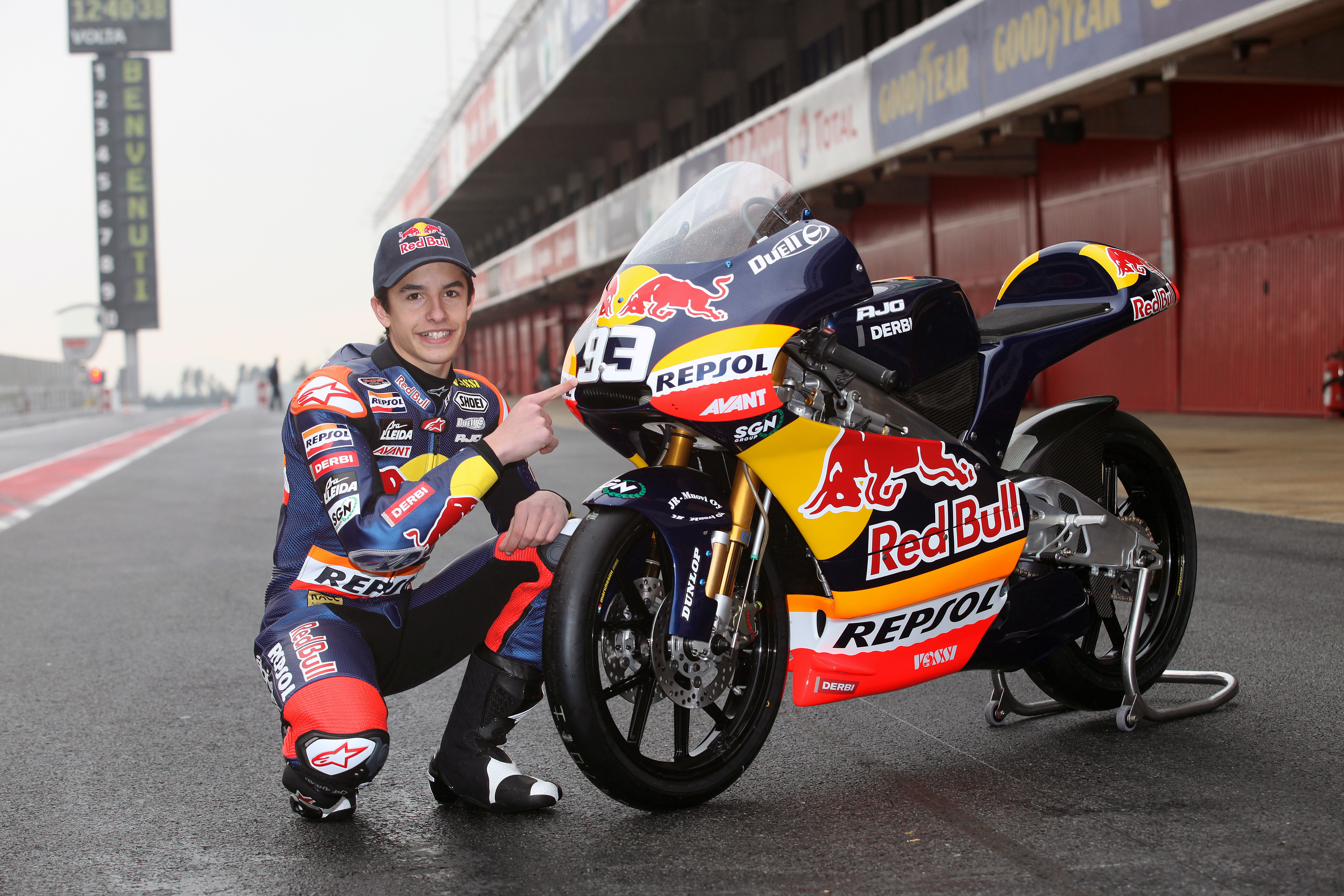
Márquez, vincitore della gara della classe 125, in posa con la sua Derbi

La sola variazione nella lista dei piloti titolari in questa classe riguarda l'infortunato Isaac Viñales che viene sostituito da Joan Perelló. Sono invece cinque le wildcard assegnate, che vanno a: Francesco Mauriello, Giovanni Bonati, Alessandro Tonucci, Tommaso Gabrielli e Armando Pontone, tutti su Aprilia.

#### Arrivati al traguardo
| Pos. | Nº | Pilota              | Squadra                    | Motocicletta | Giri | Tempo     | Griglia | Punti |
| ---- | -- | ------------------- | -------------------------- | ------------ | ---- | --------- | ------- | ----- |
| 1º   | 93 | Marc Márquez        | Red Bull Ajo Motorsport    | Derbi        | 23   | 39'56"117 | 2       | 25    |
| 2º   | 40 | Nicolás Terol       | Bancaja Aspar              | Aprilia      | 23   | +2"185    | 3       | 20    |
| 3º   | 7  | Efrén Vázquez       | Tuenti Racing              | Derbi        | 23   | +5"628    | 7       | 16    |
| 4º   | 38 | Bradley Smith       | Bancaja Aspar              | Aprilia      | 23   | +5"912    | 1       | 13    |
| 5º   | 11 | Sandro Cortese      | Avant Mitsubishi Ajo       | Derbi        | 23   | +6"378    | 6       | 11    |
| 6º   | 44 | Pol Espargaró       | Tuenti Racing              | Derbi        | 23   | +7"091    | 4       | 10    |
| 7º   | 12 | Esteve Rabat        | Blusens-STX                | Aprilia      | 23   | +23"835   | 8       | 9     |
| 8º   | 71 | Tomoyoshi Koyama    | Racing Team Germany        | Aprilia      | 23   | +23"891   | 5       | 8     |
| 9º   | 35 | Randy Krummenacher  | Stipa-Molenaar Racing GP   | Aprilia      | 23   | +29"914   | 13      | 7     |
| 10º  | 99 | Danny Webb          | Andalucia Cajasol          | Aprilia      | 23   | +29"969   | 9       | 6     |
| 11º  | 94 | Jonas Folger        | Ongetta Team               | Aprilia      | 23   | +30"173   | 11      | 5     |
| 12º  | 14 | Johann Zarco        | WTR San Marino             | Aprilia      | 23   | +38"411   | 10      | 4     |
| 13º  | 23 | Alberto Moncayo     | Andalucia Cajasol          | Aprilia      | 23   | +38"689   | 14      | 3     |
| 14º  | 15 | Simone Grotzkyj     | Fontana Racing             | Aprilia      | 23   | +46"494   | 15      | 2     |
| 15º  | 26 | Adrián Martín       | Aeroport de Castello - Ajo | Aprilia      | 23   | +46"569   | 16      | 1     |
| 16º  | 84 | Jakub Kornfeil      | Racing Team Germany        | Aprilia      | 23   | +1'00"269 | 19      |       |
| 17º  | 78 | Marcel Schrötter    | Interwetten Honda          | Honda        | 23   | +1'01"708 | 18      |       |
| 18º  | 97 | Armando Pontone     | Junior GP FMI              | Aprilia      | 23   | +1'07"377 | 22      |       |
| 19º  | 69 | Louis Rossi         | CBC Corse                  | Aprilia      | 23   | +1'07"414 | 21      |       |
| 20º  | 95 | Alessandro Tonucci  | Junior GP Racing Team FMI  | Aprilia      | 23   | +1'07"487 | 25      |       |
| 21º  | 53 | Jasper Iwema        | CBC Corse                  | Aprilia      | 23   | +1'07"905 | 17      |       |
| 22º  | 96 | Tommaso Gabrielli   | Racing Team Gabrielli      | Aprilia      | 23   | +1'29"668 | 27      |       |
| 23º  | 72 | Marco Ravaioli      | Lambretta Reparto Corse    | Lambretta    | 23   | +1'30"618 | 29      |       |
| 24º  | 76 | Francesco Mauriello | Team Semprucci             | Aprilia      | 23   | +1'30"641 | 26      |       |
| 25º  | 36 | Joan Perelló        | Lambretta Reparto Corse    | Lambretta    | 22   | +1 giro   | 28      |       |

#### Ritirati
| Nº | Pilota              | Squadra                       | Motocicletta | Giri | Griglia |
| -- | ------------------- | ----------------------------- | ------------ | ---- | ------- |
| 87 | Luca Marconi        | Ongetta Team                  | Aprilia      | 16   | 24      |
| 50 | Sturla Fagerhaug    | AirAsia - Sepang Int. Circuit | Aprilia      | 14   | 31      |
| 32 | Lorenzo Savadori    | Matteoni CP Racing            | Aprilia      | 12   | 23      |
| 79 | Giovanni Bonati     | Junior GP FMI                 | Aprilia      | 12   | 32      |
| 5  | Alexis Masbou       | Ongetta Team                  | Aprilia      | 8    | 30      |
| 39 | Luis Salom          | Stipa-Molenaar Racing GP      | Aprilia      | 7    | 12      |
| 63 | Zulfahmi Khairuddin | AirAsia - Sepang Int. Circuit | Aprilia      | 1    | 20      |